# Ricardo López Cabrera
Ricardo López Cabrera (Cantillana, 28 de septiembre de 1864-Sevilla, 7 de enero de 1950) fue un pintor español que se formó en la Escuela de Bellas Artes de Sevilla, siendo sus maestros Eduardo Cano y José Jiménez Aranda.

## Biografía
Tras su primera etapa sevillana, en 1887 se trasladó a Roma para continuar sus estudios, gracias a una oposición convocada por la Diputación Provincial de Sevilla para cubrir una plaza de pensionado, que ganó. Allí permaneció cuatro años. 
“El dominio del dibujo y del estudio de la perspectiva fueron una de sus principales preocupaciones artísticas […] dentro siempre de un riguroso espíritu académico" Muestra de ello es su obra Gladiador (1888) que se encuentra expuesta en el Museo de Bellas Artes de Sevilla. “Figura, en tamaño natural, de un gladiador victorioso del circo romano”. Aparece desnudo, mostrando su musculatura. También pintó algunos paisajes en Venecia en estos años fuera de España. 
De vuelta a su ciudad natal, se casó el 2 de octubre de 1895 con Rosario, hija de Jiménez Aranda que comienza a ejercer como maestro suyo en esta época, en la que gozó de prestigio. Realiza una obra en la casa de los Marqueses de Angulo, en el dormitorio, en cuyo techo representa  La apoteosis de las Artes, en el año 1899. En 1906 es nombrado miembro de la Real Academia de Bellas Artes de Santa Isabel de Hungría de Sevilla. 
En 1909 se instaló en Argentina, debido a la escasez de posibilidades comerciales para su obra en la capital hispalense, residiendo en la ciudad de Córdoba hasta 1923. Durante este periodo compaginó su actividad artística con la enseñanza en la Escuela de Bellas Artes. Prefirió esta ciudad para establecerse a Buenos Aires (eje de la cultura artística) por su placidez, ya que, tal y como expresa su hijo, él “huyó siempre que pudo del tráfago de las grandes urbes. Estas le crispaban los nervios”.
En febrero de 1923 regresa a España, dedicando cinco años a pintar quince trípticos sobre temas costumbristas de las diferentes regiones españolas: Andalucía, Aragón, Asturias, Baleares, Canarias, Castilla la Nueva, Castilla la Vieja, Cataluña, Extremadura, Galicia, León, Murcia, Navarra, Valencia y País Vasco. Cada tríptico consta de un lienzo central, casi cuadrado, de 1.25 x 1.50 m y dos laterales de menor altura de 1.10 x 0.85, estando todos ellos pintados al natural, sin fotografías ni modelos profesionales, en sus lugares de origen. Fue llamada por él “la obra”, a la que otorgó tanta importancia que para poder financiarla en ocasiones tuvo que hacer exposiciones y retratos destinados a la venta. Todos juntos miden 48 metros de largo. “Los lienzos centrales correspondientes a los dos archipiélagos – el balear y el canario - representan paisajes, sin ninguna figura humana. Todos los demás recogen figuras de hombres y mujeres con indumentos populares de sus respectivas regiones, sobre fondos típicos, de interior o al aire libre”.
Permaneció en España hasta su muerte en Sevilla el 7 de enero de 1950 a los 85 años, aunque en estos últimos años de vida tuvo problemas de salud (demencia senil) que lo mantuvieron alejado de la pintura.
Su producción artística incluye una amplia temática, en su primera etapa trata desde el tema costumbrista o los “casacones”, hasta el retrato y el paisaje, incluyendo diversas obras realizadas en la costa andaluza de Rota y Chipiona, con temas de pescadores, siendo claramente perceptible la influencia de Sorolla en estos trabajos.
En su etapa de madurez predominan los temas regionales y paisajes, especialmente los de Alcalá de Guadaira a las afueras de Sevilla.

## Selección de Obras

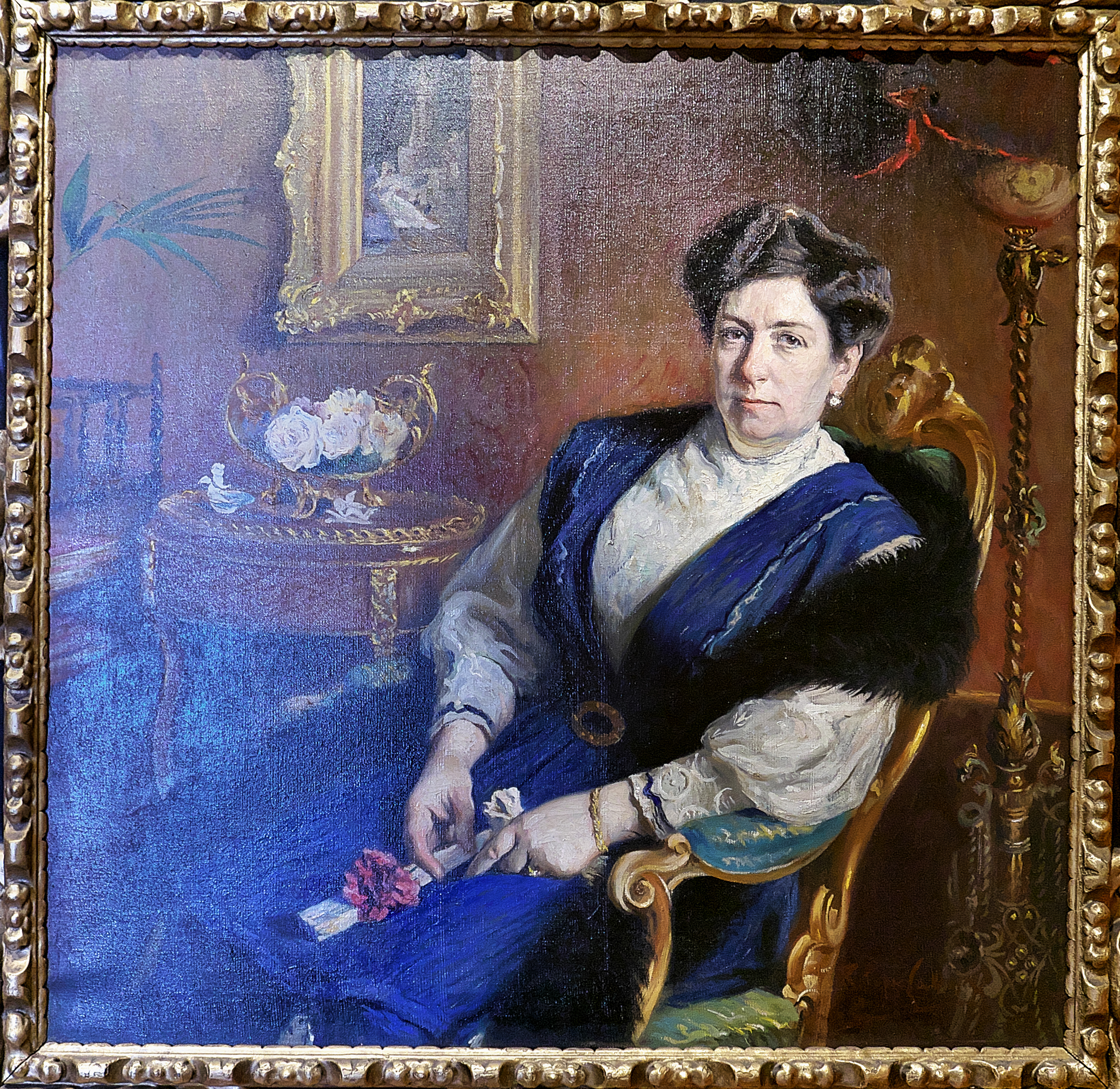
Retrato de Rosario Jiménez, Colección Bellver

- El Gladiador (1888) expuesto en el Museo de Bellas Artes de Sevilla.
- El cuento del abuelo (1890)
- La nana (1895)
- El viaje de novios (1896)
- Por la Patria (1897)
- El mercado de Sevilla (1897)
- La pisa de uva en Andalucía (1903)
- Buena pesca (1904)
- Recién casados (c. 1905) que actualmente se encuentra expuesto en el Museo Carmen Thyssen de Málaga.
- Cargando el barco (1907)
- Dulce sueño (1913)
- Ranchos argentinos (1918)
- El comedor de los pobres (1920)
- Retrato de José Jiménez Aranda conservado en la Real Academia de Bellas Artes de Santa Isabel de Hungría de Sevilla.
- Puerta del pan de sevilla